# ぼくが医者をやめた理由
『ぼくが医者をやめた理由』（ぼくがいしゃをやめたわけ）は、永井明作のエッセイ、およびそれを原作とするテレビドラマである。

## エッセイ
永井の私小説とも言える作品。タイトルに「やめた理由」とあるが、特に「やめた理由」らしきストーリーは無く、研修医を終えて公立病院に勤めた頃からの出来事を淡々と綴っている。
- ぼくが医者をやめた理由（1988年発売）
- ぼくが医者をやめた理由つづき（1989年発売）
- 新宿医科大学 ぼくが医者をやめた理由（1991年発売）
  - 【改題】ぼくが医者をやめた理由 青春篇

## テレビドラマ
1990年5月27日 - 7月8日にテレビ東京系列で放送された。

### テレビドラマ
- 阿部寛（ドラマ初主演）
- 萩原流行
- 長門裕之
- 浅田美代子
- 野村昭子
- 久米明（特別出演）
- 生稲晃子
- 広田玲央名
- ジェリー藤尾
- 阿知波悟美

### スタッフ
- 原作：永井明
- 脚本：大森一樹、北川悦吏子
- 演出：平山秀幸
- プロデューサー：佐藤敦、作田貴志、橋本かおり
- 主題歌：「kiss」岡村孝子

### サブタイトル
| テレビ東京系 日曜21時台枠                 | テレビ東京系 日曜21時台枠 | テレビ東京系 日曜21時台枠        |
| 前番組                                    | 番組名                    | 次番組                           |
| ----------------------------------------- | ------------------------- | -------------------------------- |
| ウッチャンナンチャンの コンビニエンス物語 | ぼくが医者をやめた理由    | カサブランカ物語 怪盗に口づけを! |